# Kieler TV

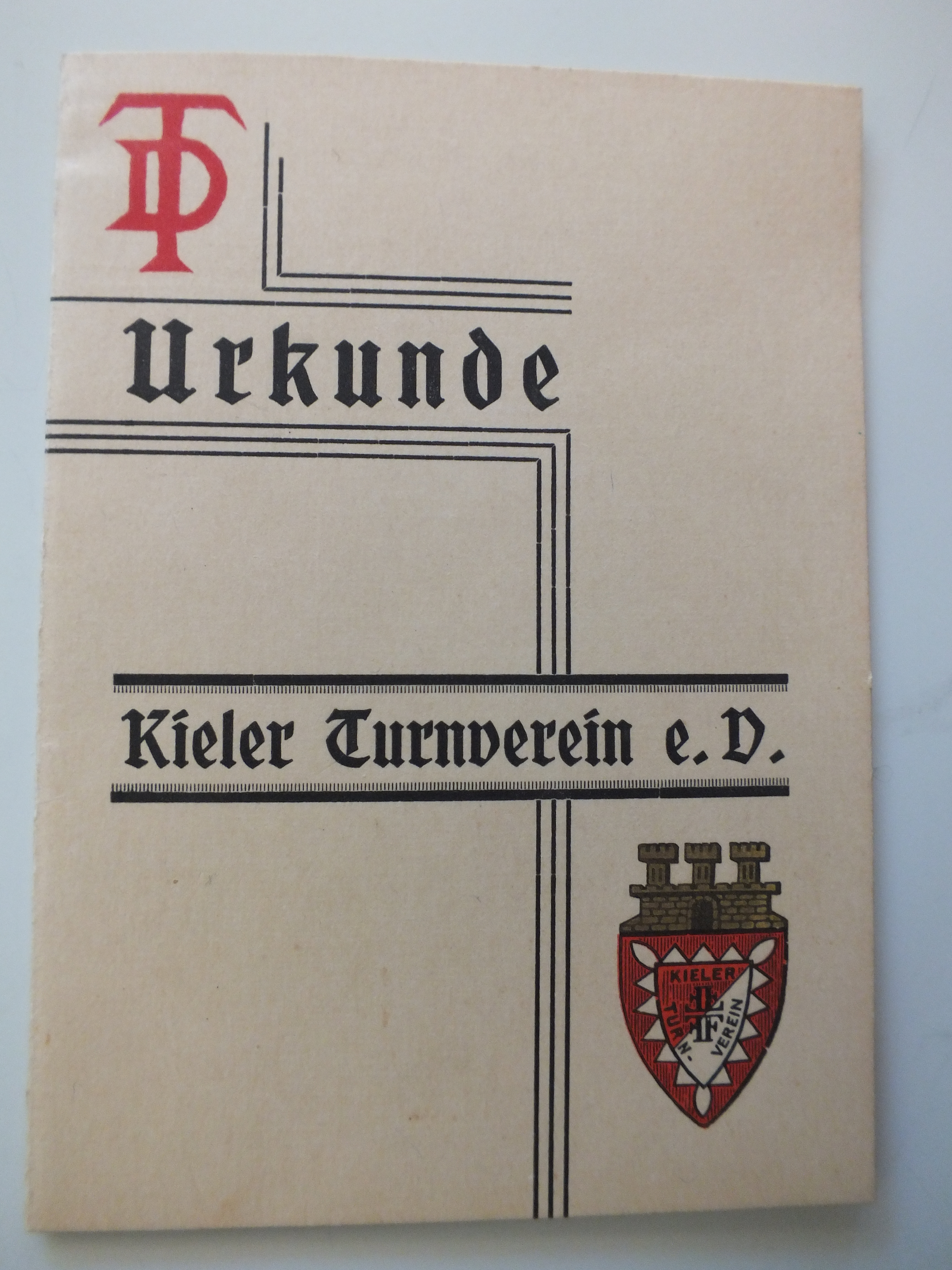
Urkunde vom Kieler Turnverein 1929 für die Teilnahme am Volksturnen

Der Kieler TV (Kieler Turnverein) wurde 1885 gegründet und ist einer der größten Sportvereine in Kiel. Aushängeschild sind die Volleyballmänner, die als „KTV-Adler“ in der Zweiten Bundesliga spielen. Neben der Volleyballsparte wird auch Turnen, Handball, Karate, Tischtennis und einiges mehr angeboten.

## Volleyball

### Geschichte
Die Volleyballabteilung des Kieler TV wurde Anfang der 1970er Jahre gegründet. Die Männer spielten (mit wenigen Unterbrechungen) seit 1976 in der Verbandsliga Schleswig-Holstein und stiegen 2012 in die Regionalliga Nord auf, in der sie 2018 die Meisterschaft gewannen. 2018 schlossen sich die KMTV Eagles als Aufsteiger in die 2. Bundesliga Nord unter Trainer Matthes Behlen dem Kieler TV an. Die zweite Männermannschaft spielt heute in der Dritten Liga, die dritte Männermannschaft in der Regionalliga.
Die Frauen spielten seit 1977 in der Verbandsliga und zeitweise sogar in der Regionalliga Nord. 2009 stiegen die Frauen der FT Adler Kiel in die Zweite Bundesliga auf und übertrugen ihre Spielberechtigung an den Kieler TV. Nach einem zwölften Platz 2009/10 stieg man wieder in die Regionalliga Nord ab, wo 2010/11 der zweite Platz erreicht wurde. 2011/12 qualifizierten sich die Kielerinnen mit einem dritten Platz für die neugeschaffene Dritte Liga Nord, in der man 2013 die Vizemeisterschaft gewann und wieder in die Zweite Bundesliga Nord aufstieg. 2015 stiegen die KTV-Frauen wieder in die Dritte Liga ab. 2016 belegten die Kielerinnen den letzten Platz der dritten Liga Nord. Durch den Übertritt der Mannschaft des Lokalrivalen Wiker SV konnte der KTV den Drittliga-Platz erhalten. 2017 wurden die Frauen erneut Letzte und stiegen in die Regionalliga Nord ab. 2018 gelang der sofortige Wiederaufstieg in die Dritte Liga. 2022 musste man erneut in die Regionalliga absteigen.
Beim KTV-Volleyball gibt es noch zahlreiche weitere Männer-, Frauen- und Jugendmannschaften.

### 2. Bundesliga Männer
Der Kader der KTV-Adler für die Saison 2024/25 besteht aus 12 Spielern. Cheftrainer ist ab der Saison 2023/24 Eric Koreng. Ihm zur Seite stehen Co-Trainer Lars Brinkmann, Mannschaftsarzt Jens Lassen und Physiotherapeut Vincent Boetschi.
| Nation      | Name                 | Vorname     | Größe  | Nummer | Geburtsdatum | Position |
| ----------- | -------------------- | ----------- | ------ | ------ | ------------ | -------- |
| Deutschland | Lehmann              | Mattis      | 1,81 m | 1      | 21.09.2000   | Z        |
| Deutschland | Kähler               | Freddy      | 1,81 m | 4      | 04.01.1996   | AA       |
| Deutschland | Tepp                 | Pelle Jorek | 1,80 m | 5      | 08.02.2005   | L        |
| Deutschland | Bürger               | Mats        | 1,80 m | 6      | 10.04.1998   | L        |
| Brasilien   | Soares Veiga Quadros | Olavo       | 1,94 m | 7      | 11.01.1999   | D        |
| Deutschland | Jürgensen            | Mats        | 2,07 m | 8      | 01.09.1997   | MB       |
| Deutschland | Lange                | Josse       | 2,01 m | 11     | 17.09.2004   | MB       |
| Deutschland | D’Argento            | Daniel      | 2,03 m | 12     | 20.01.1998   | D        |
| Deutschland | Krüger               | Til         | 1,90 m | 14     | 26.12.2003   | Z        |
| Brasilien   | Meirelles Thomaz     | João Vitor  | 1,95 m | 15     | 14.08.2000   | MB       |
| Deutschland | Müller               | Jonas       | 1,96 m | 13     | 11.04.2005   | AA       |
| Deutschland | Klaua                | Peter       | 1,90 m | 17     | 22.11.1999   | AA       |
| Brasilien   | Tavares Maciel       | Júnio César | 2,02 m | 18     | 14.06.1996   | AA       |

Positionen: Annahme/Außen (AA), Diagonal (D), Libero (L), Mittelblock (MB) und Zuspieler (Z).
Die Heimspiele der KTV-Adler werden in der Hein-Dahlinger-Halle, Geschwister-Scholl-Straße 9, 24143 Kiel ausgetragen.

## Weitere Sportarten
Außer Volleyball werden beim Kieler TV noch u. a. die Sportarten Badminton, Handball, Karate, Schwimmen, Tanzen, Tennis, Tischtennis und Turnen im Breiten-  oder Leistungssport ausgeübt.
Die Schwimmabteilung des Kieler TV tritt dabei öffentlich als „Schwimmvereinung Neptun im Kieler TV“, kurz „SV Neptun“ auf.
Die Schlagball-Abteilung wurde 1922 Deutscher Schlagballmeister der Deutschen Turnerschaft.